# Tosylmethylisocyanid
Tosylmethylisocyanid (TosMIC) ist eine chemische Verbindung. Sie ist auch bekannt als Van-Leusen-Reagenz, da sie beispielsweise in der Van-Leusen-Reaktion zur Synthese von Nitrilen eingesetzt werden kann. Außerdem kann TosMIC verwendet werden, um Oxazole und Imidazole zu synthetisieren.

## Eigenschaften
TosMIC besitzt am Kohlenstoff-Atom zwischen der Isonitril- und der Sulfonyl-Gruppe acide Wasserstoff-Atome. Durch Deprotonierung erhält TosMIC dort ein nucleophiles Zentrum. Der Isocyanidkohlenstoff ist ein elektrophiles Zentrum.

## Synthese
TosMIC wird in einer zweistufigen Reaktion gewonnen. Zuerst reagieren Natrium-p-toluolsulfinat, Formaldehyd und Formamid zu N-(Tosylmethyl)formamid,  welches dann mit Phosphoroxychlorid zu TosMIC dehydratisiert wird.

## Reaktionen
TosMIC eignet sich für die Synthese von Pyrrolen, Imidazolen, Indolen, 1,2,4-Triazolen und Oxazolen.

## Externe Links zu erwähnten Verbindungen
1. ↑  Externe Identifikatoren von bzw. Datenbank-Links zu Natrium-p-tolylsulfinat:  CAS-Nr.: 824-79-3, EG-Nr.: 212-538-5, ECHA-InfoCard: 100.011.398, PubChem: 2723791, ChemSpider: 12660, Wikidata: Q27268078.
2. ↑  Externe Identifikatoren von bzw. Datenbank-Links zu N-Tosylmethylformamid:  CAS-Nr.: 36635-56-0, EG-Nr.: 700-490-2, ECHA-InfoCard: 100.149.277, PubChem: 547321, Wikidata: Q72509325.